# Edmund Hlawka
Edmund Hlawka (né le 5 novembre 1916 à Bruck an der Mur et mort le 19 février 2009 à Vienne) est un mathématicien autrichien.

## Formation et carrière
Hlawka a étudié de 1934 à 1938 à l'université de Vienne auprès de Hans Thirring, Wilhelm Wirtinger, Philipp Furtwängler, Kurt Gödel et Nikolaus Hofreiter (de). En 1938, il obtient son doctorat de philosophie sous la direction de Hofreiter sur le thème Über die Approximationen von zwei komplexen inhomogenen Linearformen. Il a obtenu son doctorat avec la preuve du théorème de Minkowski-Hlawka. En 1944, il a épousé Rose Reiterer. En 1948, il est nommé professeur à l'Institut de mathématiques à l'université de Vienne. En 1959, il a été élu membre de l'Académie allemande des sciences Leopoldina, puis en 1964, il reçoit la médaille autrichienne des sciences et des arts (de). En 1981, il rejoint l'Institut pour l'analyse et les techniques mathématiques et l'actuariat de l'université technique de Vienne, où il restera jusqu'à sa retraite, en 1987.
Il est enterré au cimetière Neustifter à Vienne (groupe 20, rangée 5, tombe no 3).

## Travaux
Ses domaines d'activité comprennent la géométrie des nombres, la géométrie discrète et la théorie de la distribution.
Edmund Hlawka est considéré comme le plus influent mathématicien autrichien de la seconde moitié du XXe siècle. Grâce à ses nombreuses années d'enseignement, il est connu de nombreux enseignants de mathématiques et mathématiciens, chercheurs et techniciens, en Autriche. Il a dirigé les thèses de plus de 40 doctorants, parmi lesquels figurent les informaticiens  autrichiens Hermann Maurer (de), Adolf Adam (de) et Walter Knödel (de), ainsi que les mathématiciens autrichiens Johann Cigler (de), Willibald Dörfler (de), Herbert Fleischner, Harald Niederreiter, Walter Philipp (de), Wolfgang M. Schmidt, Fritz Schweiger (de) et Rudolf Taschner (de).

## Prix et distinctions
Un rare hommage lui a été fait par la désignation d'un astéroïde à son nom : l'Union astronomique internationale (UAI) a baptisé la planète mineure (10763) Hlawka en son honneur.
Il est lauréat de la médaille autrichienne des sciences et des arts (de) en 1963, puis la médaille d'or de l'ordre du Mérite de la République d'Autriche en 1987, avant de recevoir la grande étoile de l'ordre du Mérite.
En 1963, il est lauréat du prix Heineman.
En 1969, il reçoit le prix de la ville de Vienne en sciences humaines (en). En 1978 il reçoit le prix Erwin-Schrödinger décerné par l'Académie autrichienne des sciences puis en 1982 la médaille Wilhelm-Exner. Il est lauréat de la médaille von Prechtl (de) en 1989.
Il est orateur invité au congrès international des mathématiciens en 1954 à Amsterdam.
Il est docteur honoris causa de l'université de Salzbourg en 1981.

## Publications
- Avec Christa Binder, Peter Schmitt, Grundbegriffe der Mathematik, Prugg Verlag, Vienne, 1979  (ISBN 3-85385-038-3).
- Theorie der Gleichverteilung, Institut bibliographique, 1979  (ISBN 3-411-01565-9).
- Selecta, publié par Peter M. Gruber et Wolfgang M. Schmidt, Springer, Berlin, 1990  (ISBN 3-540-50623-3).
- Avec Johannes Schoißengeier, Zahlentheorie. Eine Einführung.  Manz-Verlag, Vienne, 1979.
- Mathematik bekommt man nicht gratis, interview avec Hlawka, DMV Mitteilungen 1999, no 2, p.42.